# Johannes Kabatek

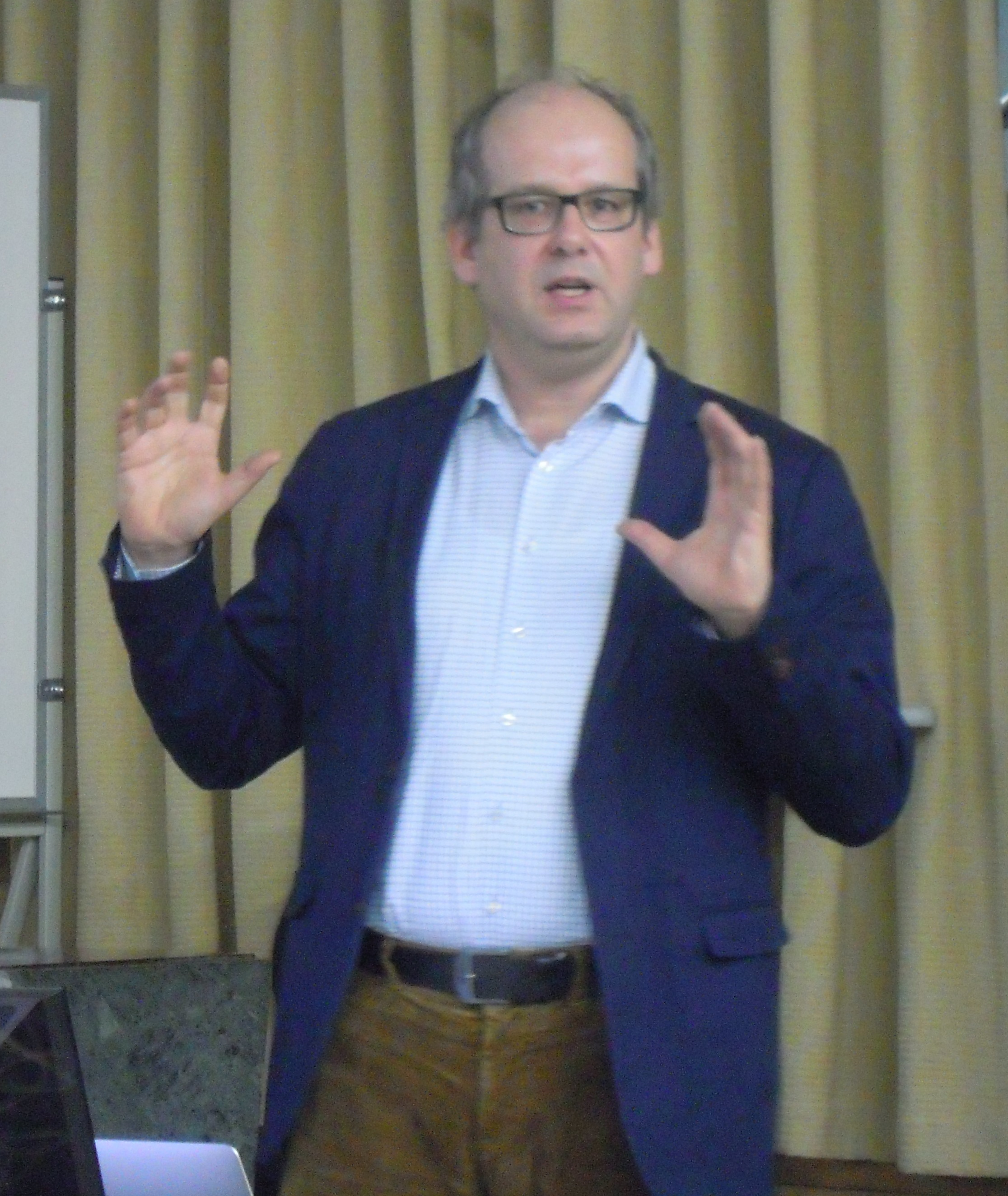
Johannes Kabatek

Johannes Kabatek (* 1965 in Stuttgart) ist ein deutscher Romanist und Hochschullehrer.

## Leben und Wirken
Johannes Kabatek ist der Sohn des Comicverlegers Adolf Kabatek und Bruder der Schriftstellerin Elisabeth Kabatek. Er wuchs in Gerlingen bei Stuttgart auf und studierte ab 1984 an der Eberhard-Karls-Universität Tübingen Romanistik, Politik- und Musikwissenschaft. 1995 wurde er bei Brigitte Schlieben-Lange und Eugenio Coseriu mit einer Arbeit zum galicisch-spanischen Sprachkontakt promoviert. Die Habilitation erfolgte 2003 mit einer Studie zum Verhältnis von Sprach- und Rechtsgeschichte im romanischen Mittelalter.
Seit 2013 lehrt und forscht Kabatek als Ordentlicher Professor für Romanische Philologie mit besonderer Berücksichtigung der iberoromanischen Sprachwissenschaft an der Universität Zürich; zuvor war er Professor an der Eberhard Karls Universität Tübingen und der Albert-Ludwigs-Universität Freiburg.
Kabatek beschäftigt sich vor allem mit den iberoromanischen Sprachen. Zu seinen Forschungsgebieten gehört unter anderem die Untersuchung von Diskurstraditionen, die Varietätenlinguistik, das Werk Eugenio Coserius, die Geschichte der Linguistik im 20. Jahrhundert, die Sprachkontaktforschung und die Erforschung des Galicischen in Geschichte und Gegenwart.
Der Romanist war von 1998 bis 2012 an der Redaktion und Mitherausgabe der Zeitschrift für Katalanistik beteiligt. Seit 2009 ist er Herausgeber der Zeitschrift Energeia und seit 2012 außerdem Hauptherausgeber der Fachzeitschrift Revista Internacional de Lingüística Iberoamericana, deren Mitherausgeber er bereits seit 2002 gewesen war.
Johannes Kabatek war Gründungspräsident der Föderation der internationalen Katalanistenverbände (FIAC), Präsident des Deutschen Katalanistenverbandes, Präsident des Deutschen Hispanistenverbandes und Präsident der Societas Linguistica Europaea. Er ist korrespondierendes Mitglied der Königlichen Galicischen Akademie, der Königlichen Spanischen Akademie sowie der Chilenischen Akademie für Sprache.
Im Jahre 2016 erhielt er die Ehrendoktorwürde der Universität Suceava (Rumänien).

## Schriften
- mit Adolfo Murguía: „Die Sachen sagen, wie sie sind …“ Eugenio Coseriu im Gespräch. Narr, Tübingen 1997.
- Os falantes como lingüistas. Tradición, innovación e interferencias no galego actual. Xerais, Vigo 2000 (Serie Universitaria).
- Die Bolognesische Renaissance und der Ausbau romanischer Sprachen. Juristische Diskurstraditionen und Sprachentwicklung in Südfrankreich und Spanien im 12. und 13. Jahrhundert (= Beihefte zur Zeitschrift für Romanische Philologie 321). Niemeyer, Tübingen 2005.
- mit Claus Pusch: Spanische Sprachwissenschaft. Narr (Bachelor-Wissen), Tübingen 2009 (2. Aufl. 2011).
- Tradiţii discursive. Studii. Editura Academiei Române, Bukarest 2015.
- Lingüística coseriana, lingüística histórica, tradiciones discursivas. Vervuert – Iberoamericana, Madrid 2018.
- als Herausgeber mit Philipp Obrist und Albert Wall: Differential Object Marking in Romance. The third wave (= Beihefte zur Zeitschrift für romanische Philologie. Band 459). De Gruyter, Berlin und Boston 2021, ISBN 978-3-11-064656-6 (Druckausgabe) und ISBN 978-3-11-071620-7 (Online-Ausgabe) urn:nbn:de:101:1-2022052317412077151623.
- als Herausgeber mit Albert Wall: Manual of Brazilian Portuguese Linguistics (= Manuals of Romance Linguistics. Band 21). De Gruyter, Berlin und Boston 2022, ISBN 978-3-11-040606-1 (Druck-Ausgabe) und ISBN 978-3-11-040595-8 (Online-Ausgabe) urn:nbn:de:101:1-2022092617382037969250.
- Eugenio Coseriu: Beyond Structuralism. De Gruyter, Berlin und Boston 2023, ISBN 978-3-11-071615-3 (Druck-Ausgabe) und ISBN 978-3-11-071665-8 (Online-Ausgabe); doi:10.1515/9783110716573.
- als Herausgeber mit Elvira Glaser und Barbara Sonnenhauser: Sprachenräume der Schweiz. Band 1: Sprachen. Narr Francke Attempto, Tübingen 2024, ISBN 978-3-381-10401-7, doi:10.24053/9783381104024.